# 광주가정법원

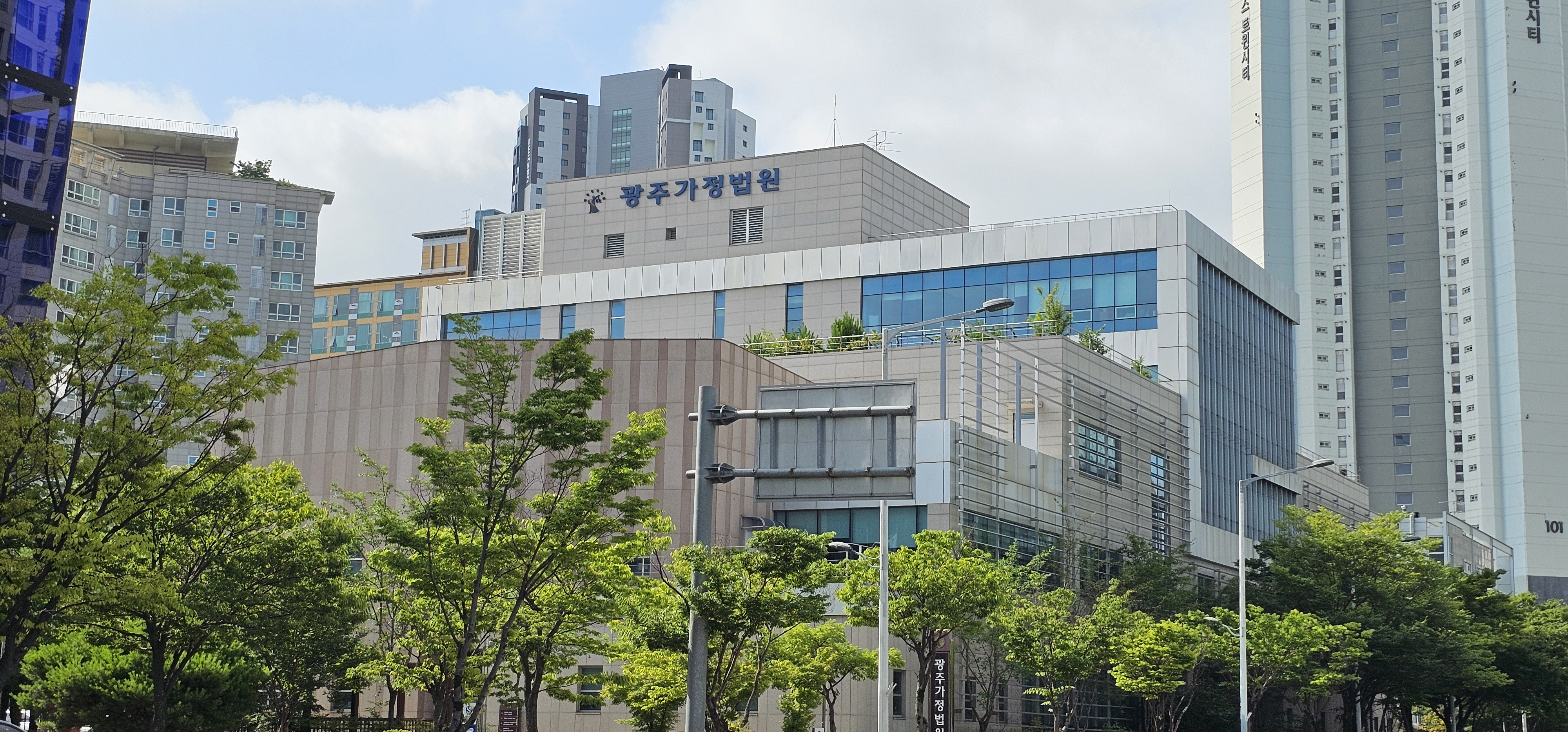
광주가정법원

광주가정법원(光州家庭法院)은 가사에 관한 사건과 소년에 관한 사건 등을 전문적으로 처리하기 위해 설치된 법원이다. 광주광역시, 전라남도 전역을 관할한다. 광주광역시 서구 상무번영로 85에 위치하고 있다.

## 연혁
- 1947년 1월 1일 광주지방법원 소년심리원
- 1948년 6월 1일 광주지방법원 소년부지원
- 2001년 3월 1일 광주지방법원 가정지원
- 2012년 3월 1일 광주가정법원으로 승격.
- 2013년 7월 1일 광주광역시 서구 치평동(상무지구)으로 이전 개원.

## 조직
- 재판부 - 향소부, 향고부, 합의부, 가사소송단독, 가사비송단독, 소년단독, 가정보호단독, 가족관계등록비송단독, 가사조정단독, 가사조정위원회
- 사무국 - 총무과, 가사과, 조사관실

## 관할 구역
- 장흥지원 - 전라남도 장흥군 장흥읍 읍성로 121-1
- 순천지원 - 전라남도 순천시 왕지로 21
- 해남지원 - 전라남도 해남군 해남읍 중앙1로 330
- 목포지원 - 전라남도 목포시 정의로 29

## 역대 법원장
| 순번 | 이름   | 재임기간                          | 주요 경력 |
| ---- | ------ | --------------------------------- | --------- |
| 1대  | 지대운 | 2012년 2월 16일 ~ 2013년 2월 13일 |           |
| 2대  | 강신중 | 2013년 2월 25일 ~ 2014년 2월 12일 |           |
| 3대  | 김재영 | 2014년 2월 13일~ 2016년 2월 21일  |           |
| 4대  | 장재윤 | 2016년 2월 22일 ~ 2018년 2월 25일 |           |
| 5대  | 고영구 | 2018년 2월 26일 ~ 2021년 2월 8일  |           |
| 6대  | 김귀옥 | 2021년 2월 22일 ~ 2023년 2월 19일 |           |
| 7대  | 안동범 | 2023년 2월 20일 ~ 2025년 2월 19일 |           |
| 8대  | 김승정 | 2025년 2월 20일 ~                 |           |

## 같이 보기
- 대법원
- 대한민국 가정법원